# The Slap (miniserie televisiva 2015)
The Slap è una miniserie televisiva statunitense trasmessa sul network NBC dal 12 febbraio 2015, mentre in Italia viene trasmessa da Premium Stories -  canale televisivo a pagamento di Mediaset Premium - a partire dal 24 settembre 2016.
La miniserie è un adattamento dell'omonima miniserie australiana, a sua volta basata sul pluripremiato romanzo Lo schiaffo dello scrittore australiano Christos Tsiolkas.

## Trama
Per il 40º compleanno di Hector, sua moglie Aisha organizza una grande festa con amici e parenti. Quella che doveva essere una festa gioiosa si trasforma in un dramma familiare, quando il cugino di Hector, Harry, schiaffeggia il figlio di un'altra coppia per il suo comportamento villano. Quello che sembrava un piccolo incidente fa emergente rancori e segreti celati, che mettono in dubbio i valori fondamentali delle persone presenti alla festa.

## Personaggi e interpreti
- Hector, interpretato da Peter Sarsgaard
- Anouk, interpretata da Uma Thurman
- Harry, interpretato da Zachary Quinto
- Rosie, interpretata da Melissa George
- Aisha, interpretata da Thandie Newton
- Gary, interpretato da Thomas Sadoski
- Manolis, interpretato da Brian Cox
- Hugo, interpretato da Dylan Schombing
- Richie, interpretato da Lucas Hedges
- Connie, interpretata da Makenzie Leigh
- Koula, interpretata da Maria Tucci
- Sandi, interpretata da Marin Ireland
- Jamie, interpretato da Penn Badgley

## Produzione
Nel 2012 lo sceneggiatore Jon Robin Baitz ha iniziato a scrivere un adattamento statunitense della miniserie australiana The Slap, prodotto da Universal Television e da Matchbox Pictures, casa di produzione australiana dell'originale miniserie.
Nel gennaio 2014 la NBC ha ordinato ufficialmente la produzione della miniserie.
Inizialmente per il ruolo di Anouk era stata scelta Mary-Louise Parker, ma l'attrice ha dovuto abbandonare il ruolo a causa di problemi di salute ed è stata sostituita da Uma Thurman.